# BQL
BQL is een Sloveens duo.

## Biografie
Het duo vindt haar oorsprong in 2016 in het Sloveense dorpje Prevalje, vlak bij de Oostenrijkse grens, waar de broers Anej en Rok Piletič geboren zijn. Beiden zingen, waarbij Anej bovendien gitarist is en Rok de piano bespeelt. Rok nam in 2010 en 2013 deel aan "Slovenija ima talent", te vergelijken met Holland's Got Talent en Belgium's Got Talent. Anej nam in 2014 deel aan diezelfde talentenjacht en haalde de halve finales. De broers Piletič raakten voor het eerst bekend in Slovenië met hun cover van "Ledena", een nummer van de Sloveense hardrockband Siddharta. In 2016 bracht het duo haar eerste single uit onder de naam BQL. Dit nummer, "Muza" genaamd, behaalde de tweede plek in de Sloveense hitlijst SloTop50. In 2017 werden ze door Aleš Vovk, producer en lid van het duo Maraaya en deelnemer aan het Eurovisiesongfestival 2015, gestimuleerd om mee te doen aan EMA 2017, de Sloveense preselectie van het Eurovisiesongfestival dat jaar. Met het nummer "Heart of gold" namen ze daadwerkelijk deel aan de competitie. Ondanks dat het nummer op de eerste plaats piekte in de Sloveense hitlijsten en er door de kijkers het vaakst op werd gestemd, rangschikte de jury het slechts als vierde en eindigde het nummer in de eindrangschikking als tweede, waardoor het Slovenië niet mocht vertegenwoordigen op het festival. Begin 2017 maakten de broers bekend te werken aan een eerste album. In 2018 deed het duo opnieuw mee aan de voorrondes voor het Eurovisiesongfestival 2018, EMA 2018, ditmaal met het nummer "Promise". Opnieuw waren ze de favoriet van de televoters, maar werden ze door de mindere jurypunten tweede in de eindrangschikking. 

## Discografie
| Jaar | Titel                                  | Hoogste positie hitlijsten | Album      |
| Jaar | Titel                                  | SLO                        | Album      |
| ---- | -------------------------------------- | -------------------------- | ---------- |
| 2016 | "Muza"                                 | 1                          | Geen album |
| 2017 | "Heart of gold"                        | 1                          | Geen album |
| 2017 | "Ni predaje, ni umika" ft. Nika Zorjan | 6                          |            |
| 2018 | "Zimska"                               | –                          |            |
| 2018 | "Promise / Ptica"                      | 11 / 14                    |            |
| 2018 | "Peru"                                 | 12                         |            |
| 2019 | "Ko je ni"                             | 40                         |            |
| 2019 | "Na vrhu"                              | –                          |            |
| 2019 | "Šampioni"                             | –                          |            |
| 2020 | "Na frišno"                            | 16                         |            |
| 2020 | "Ko bo to za nama"                     | 14                         |            |
| 2020 | "Budala"                               | –                          |            |